# Monument till Erövrarna av Rymden
Monument till Erövrarna av Rymden (engelska: Monument to the Conquerors of Space, ryska: Памятник покорителям космоса) är ett monument och obelisk i norra Moskva. Det uppfördes 1964 för att fira Sovjetunionens lyckosamma rymdprogram. Inne i byggnaden ligger Minnesmuseet för kosmonautik.

## Design
Monumentet är 107 meter högt och täckt med titan.  Obelisken ska likna avgasrök och kondens från när en raket lyfter, och på toppen finns en raket. Framför obelisken står en staty föreställande Konstantin Tsiolkovskij.
På obelisken finns texten:
"И наши тем награждены усилья,

Что поборов бесправие и тьму,

Мы отковали пламенные крылья

Своей
Стране
И веку своему!"
Svensk översättning:
Och våra ansträngningar belönades

en gång övervinna rättslöshet och mörker

genom att smida flammande vingar

Till vår
Nation
Och vår tidsålder!
Under den översta texten står även "В ознаменование выдающихся достижений советского народа в освоении космического пространства сооружен этот монумент" ("Detta monument konstruerades för att manifestera det sovjetiska folkets enastående prestationer i rymdutforskning") och sedan året som monumentet byggdes, 1964.
På båda sidor av monumentets stenbas finns det statyer på flera personer från Sovjetunionens rymdprogram, vetenskapsmän, ingenjörer, arbetare, en datorprogrammerare som håller en hålremsa, en rymdfarare med en rymddräkt och hunden Lajka.
Monumentet har ingen staty av någon sovjetisk politiker förutom att statyerna på höger sida står under en fana med en bild på Vladimir Lenin.

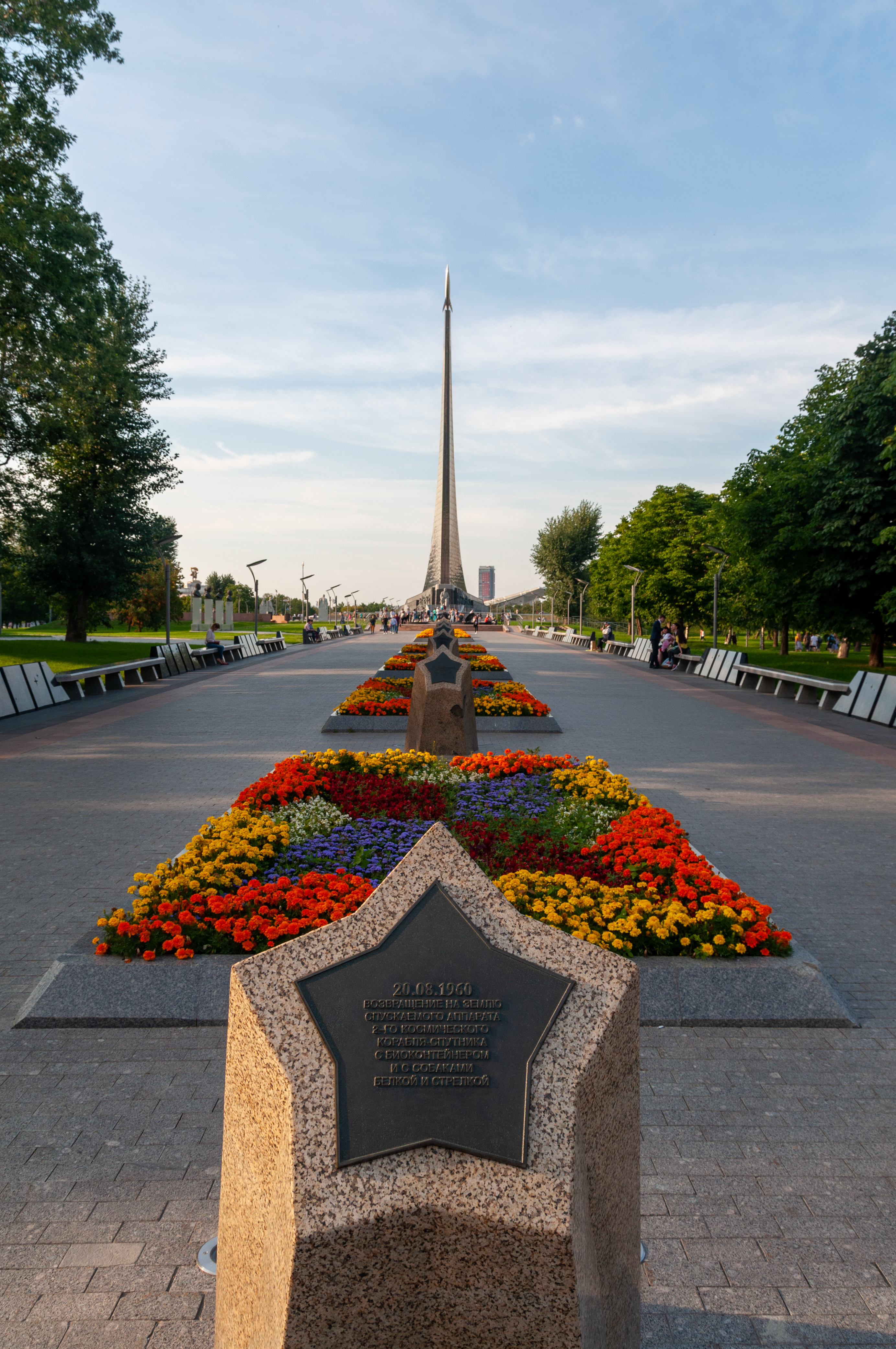
Kosmonauternas gränd

## Historia
Några månader efter avfyrandet  i mars 1958 av Sputnik 1 startades en tävling om designen av en obelisk för att fira starten av rymdåldern. Av 350 bidrag valdes den nuvarande designen ut, ritad av arkitekterna A.N. Kolchin, M.O. Barshch och skulptören A.P. Faidysh-Krandievsky. Det tog sex år att bygga monumentet som invigdes den 4 oktober 1964, på sjuårsdagen av avfyrandet av Sputnik 1.
Monumentet var planerat att innehålla ett museum och den 10 april 1981 öppnades  Minnesmuseet för kosmonautik beläget i monumentets bas.

## Omgivning
Sedan 1960-talet har många platser i samma del av Moskva blivit döpta efter kända rymdfarare eller föregångare till Sovjetunionens rymdprogram. I närheten av monumentet ligger Allryska utställningscentret, med utställning av många artefakter från Sovjetunionens rymdprogram.
Söder om monumentet ligger Kosmonauternas gränd, vilket innehåller många byster och statyer på kända rymdfarare som deltog i Sovjetunionens rymdprogram, exempelvis Jurij Gagarin, Valentina Teresjkova och Aleksej Leonov.
Anledningen varför just platser i den norra delen av Moskva namngetts efter kosmonauter tros vara för att en stor del av Sovjetunionens rymdprogram är baserat i Koroljov (tidigare Kaliningrad), vilket inte ligger långt ifrån monumentet. Sergej Koroljov, som staden Koroljov döptes efter år 1996, bodde själv i ett hus nära monumentet, vilket nu är ett minnesmuseum till hans ära.

## Monumentet i andra medier
- Monument till Erövrarna av Rymden avbildades 1967 på 10-kopeksmyntet, vilket var det minsta av Sovjetunionens alla minnesmynt.

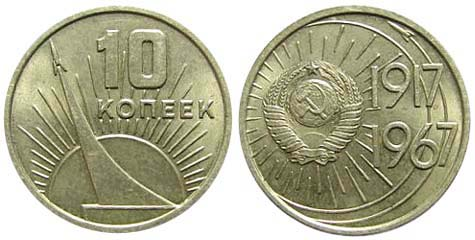
Minnesmynt från 1967

- Monumentet är med i musikvideon "Go West" av bandet Pet Shop Boys.
- Monumentet är med i musikvideon "Sweet lullaby" av bandet Deep Forest.
- Monumentet var avbildat på Rysslands herrlandslag i fotbolls hemmadress i olika nyanser av rödbrunt under Världsmästerskapet i fotboll 2014.